# Subbasis
Eine Subbasis ist in der mathematischen Grundlagendisziplin der mengentheoretischen Topologie ein spezielles Mengensystem von offenen Mengen. Eine Subbasis bestimmt eine Topologie eindeutig und vereinfacht damit oftmals Beweise, da es ausreichend ist, sich auf die Mengen der Subbasis zu beschränken. Ebenso werden manche Eigenschaften von Topologien auch als Eigenschaften ihrer Subbasen definiert.
Umgekehrt lässt sich jedes Mengensystem als Subbasis auffassen und ermöglicht es so, gezielt Topologien mit bestimmten Eigenschaften zu konstruieren.
In der aus dem Russischen ins Englische übersetzten Literatur findet sich auch die Bezeichnung „Pre-Base“ (deutsch: Prä-Basis) anstelle der typischen englischen Bezeichnungen subbase oder subbasis.

## Definition
Gegeben sei ein topologischer Raum {\displaystyle (X,{\mathcal {O}})} sowie ein Mengensystem {\displaystyle {\mathcal {S}}\subset {\mathcal {O}}}. Dann heißt {\displaystyle {\mathcal {S}}} eine Subbasis der Topologie {\displaystyle {\mathcal {O}}}, wenn eine der folgenden äquivalenten Bedingungen erfüllt ist:
- Jede offene Menge {\displaystyle O\in {\mathcal {O}}} ist die Vereinigung von beliebig vielen Mengen, die selbst Durchschnitte von endlich vielen Mengen aus {\displaystyle {\mathcal {S}}} sind.
- Die Menge aller Durchschnitte von endlich vielen Mengen aus {\displaystyle {\mathcal {S}}}, also

{\displaystyle {\mathcal {B}}:=\left\lbrace M\subset X\,|\,M=\bigcap _{j\in J}S_{j},\;S_{j}\in {\mathcal {S}},\;|J|<\infty \right\rbrace }
bildet eine Basis der Topologie {\displaystyle {\mathcal {O}}}.
- {\displaystyle {\mathcal {S}}} erzeugt {\displaystyle {\mathcal {O}}} in dem Sinne, dass

- {\displaystyle {\mathcal {O}}} die (bezüglich Teilmengenbeziehung) kleinste Topologie ist, die {\displaystyle {\mathcal {S}}} enthält, und
- jede weitere Topologie, die {\displaystyle {\mathcal {S}}} enthält, immer feiner ist als {\displaystyle {\mathcal {O}}}.

## Beispiele
Ist {\displaystyle X} eine unendliche Menge, so bildet die Menge aller endlichen Teilmengen einer vorgegebenen, endlichen Mächtigkeit {\displaystyle n\neq 0}, also
{\displaystyle {\mathcal {S}}:=\{M\subset X\,|\,|M|=n\}}
eine Subbasis der diskreten Topologie, die durch {\displaystyle {\mathcal {O}}_{D}:={\mathcal {P}}(X)} gegeben ist. Denn es gilt nach Auswahl geeigneter {\displaystyle S_{1},S_{2}} aus {\displaystyle {\mathcal {S}}}, dass {\displaystyle S_{1}\cap S_{2}=\{x\}} für ein vorgegebenes {\displaystyle x\in X}. Somit lassen sich aus {\displaystyle {\mathcal {S}}} alle einelementigen Teilmengen von {\displaystyle X} erzeugen. Diese bilden dann eine Basis der diskreten Topologie.
Eine Subbasis der natürlichen Topologie auf den reellen Zahlen ist gegeben durch
{\displaystyle {\mathcal {S}}:={\mathcal {S}}^{+}\cup {\mathcal {S}}^{-}},
wobei
{\displaystyle {\mathcal {S}}^{-}:=\{(-\infty ,b)\,|\,b\in \mathbb {R} \}} und {\displaystyle {\mathcal {S}}^{+}:=\{(a,+\infty )\,|\,a\in \mathbb {R} \}}
ist. Denn die Menge der offenen Intervalle bildet eine Basis der natürlichen Topologie, und jedes offene Intervall lässt sich aus der Subbasis durch
{\displaystyle (a,b)=(-\infty ,b)\cap (a,+\infty )}
erzeugen.

## Eigenschaften

### Nicht-Eindeutigkeit
Subbasen bestimmen zwar die Topologie eindeutig, im Allgemeinen besitzt eine Topologie aber mehr als eine Subbasis. So bilden sowohl
{\displaystyle {\mathcal {S}}_{1}:=\{\{1\},\{2\},\{3\}\}} als auch
{\displaystyle {\mathcal {S}}_{2}:=\{\{1,2\},\{2,3\},\{3,1\}\}}
eine Subbasis von {\displaystyle {\mathcal {O}}={\mathcal {P}}(\{1,2,3\})}. Ebenso besitzt die natürliche Topologie auf {\displaystyle \mathbb {R} } nicht bloß die oben als Beispiel angegebene Subbasis. Es genügt beispielsweise auch, Intervalle der Form {\displaystyle (-\infty ,a)} und {\displaystyle (b,+\infty )} für rationale Intervallgrenzen, also für {\displaystyle a,b\in \mathbb {Q} } zu betrachten.

### Erzeugung von Topologien durch Subbasen
So wie eine Topologie ihre Subbasen bestimmt, kann man ebenso durch eine Subbasis eine Topologie bestimmen. Dazu wählt man ein beliebiges Mengensystem {\displaystyle {\mathcal {M}}} und erklärt dies zur Subbasis einer vorerst nicht näher präzisierten Topologie. Zu beachten ist hier, dass dies im Gegensatz zum analogen Verfahren mit Basen ohne jegliche Voraussetzung an das Mengensystem möglich ist.
Formell wird dieses Verfahren, das sich in der dritten der oben gegebenen Definitionen widerspiegelt, durch den Hüllenoperator
{\displaystyle \tau ({\mathcal {M}}):=\bigcap \{{\mathcal {E}}\subseteq {\mathcal {P}}(X)\,|\,{\mathcal {M}}\subseteq {\mathcal {E}},\,{\mathcal {E}}{\text{ ist Topologie auf }}X\}}.
Dieser Hüllenoperator liefert wieder eine Topologie, da der Schnitt von Topologien wieder eine Topologie ist. Des Weiteren ist diese Topologie die gröbste Topologie, die das vorgegebene Mengensystem {\displaystyle {\mathcal {M}}} enthält.

## Wichtige Aussagen mittels Subbasen
- Die Initialtopologie einer Familie von Abbildungen {\displaystyle (f_{i})_{i\in I}} von {\displaystyle X} in die topologischen Räume {\displaystyle (Y_{i},{\mathcal {O}}_{i})} ist genau die Topologie auf {\displaystyle X}, deren Subbasis aus den Urbildern offener Mengen, also aus {\displaystyle f_{i}^{-1}(O_{i})} für {\displaystyle O_{i}\in {\mathcal {O}}_{i}}, besteht. Da sowohl die Teilraumtopologie als auch die Produkttopologie Spezialfälle der Initialtopologie sind, lassen sich diese Topologien ebenso über ihre Subbasen definieren.
- Satz von Alexander: Es genügt, Kompaktheit für Mengen aus einer Subbasis zu überprüfen.
- Ebenfalls genügt es, Stetigkeit auf einer Subbasis zu überprüfen. Ist also {\displaystyle f} eine Abbildung von {\displaystyle (X_{1},{\mathcal {O}}_{1})} nach {\displaystyle (X_{2},{\mathcal {O}}_{2})} und {\displaystyle {\mathcal {S}}} eine beliebige Subbasis von {\displaystyle {\mathcal {O}}_{2}}, so ist {\displaystyle f} genau dann stetig, wenn {\displaystyle f^{-1}({\mathcal {S}})\subset {\mathcal {O}}_{1}} ist.